# Référendum constitutionnel irlandais de 1937
Le référendum constitutionnel irlandais de 1937 a lieu le 1er juillet 1937 afin de permettre à la population de l'Irlande de se prononcer sur l'adoption de sa Constitution.
La constitution est adoptée à une majorité de plus de 56 % des suffrages exprimés, pour un taux de participation de 75 %.

## Résultats
| Choix                     | Votes     | %     |
| ------------------------- | --------- | ----- |
| Pour                      | 685 105   | 56,52 |
| Contre                    | 526 945   | 43,48 |
|                           |           |       |
| Votes valides             | 1 212 050 | 90,03 |
| Votes blancs et invalides | 134 157   | 9,97  |
| Total                     | 1 346 207 | 100   |
| Abstention                | 428 848   | 24,16 |
| Inscrits/Participation    | 1 775 055 | 75,84 |

| Votes Pour (56,52 %) |  |  | Votes Contre (43,48 %) |
| ▲                    |  |  |                        |
| Majorité absolue     |  |  |                        |